# Frits Van Bindsbergen
Frits Van Bindsbergen (* 18. August 1960 in Babberich, Provinz Gelderland) ist ein ehemaliger niederländischer Radrennfahrer und Weltmeister im Radsport.

## Sportliche Laufbahn
1982 war das Jahr seiner größten sportlichen Erfolge als Amateur. Er wurde bei den UCI-Straßen-Weltmeisterschaften Sieger im Mannschaftszeitfahren (mit Maarten Ducrot, Gerard Schipper und Gerritt Solleveld). Er verlor während des Rennens den Kontakt zu seinen Teamkameraden, erhielt aber dennoch den Weltmeistertitel zuerkannt.
Zuvor hatte er in der die heimischen Olympia’s Tour eine Etappe gewonnen.
Van Bindsbergen war von 1983 bis 1986 als Berufsfahrer aktiv, blieb aber ohne Erfolge.

## Berufliches
Nach seiner aktiven Laufbahn eröffnete er ein Sportgeschäft in Arnhem.